# SH-07C
ブックリーダー SH-07C（ぶっくりーだーえすえいちぜろななしー）は、シャープによって開発され、2011年に発売された電子書籍リーダーである。WiFi、およびNTTドコモの第3世代移動通信システム（FOMA）に対応しているが、通話はできない。

## 概要
本製品は2010年12月に発売されたシャープ製電子ブックリーダー（メディアタブレット）であるGALAPAGOSの5.5インチモデル（EB-W51GJ）をベースに、NTTドコモのFOMA・FOMAハイスピード通信機能を搭載したものとなる。5.5インチ、1024×600ドットのタッチパネルディスプレイを搭載、またディスプレーの下部には片手で操作ができるようにトラックボール、リターンキー、Homeキーが配されており、書籍の選択やページめくりなどはそれらのハードキーでも行うことができる。
また端末にはモーションセンサーが搭載されており、端末を傾けることで、画面が自動的に、縦、横切り替えることが可能となる。
本端末はスマートフォン向けのOSであるAndroidを搭載しており、電子書籍の閲覧のほかにインターネットブラウジングが可能となっている。Flash Lite 4.0が搭載されているため、Flashで作成された動きのあるコンテンツや動画サイトなどにも対応している。ただしandroidマーケットには接続できずアプリケーションの追加もできないが、Gmailなどのブラウザを使ったWebメールは利用可能。
通信機能としてはWiFiのほかFOMAハイスピード（下り7.2Mbps/上り5.7Mbps）が可能であるため、どこでも書籍のダウンロードやインターネットブラウジングが可能となる。通話機能がついていないため、原則定額データプランを利用することとなる。
8Gバイト microSDHCメモリーカードが試供品として同梱されている。

## 電子書籍
電子書籍においてはフォーマットがXMDF、.book、BookSurfing、コミック用フォーマットに対応し、日本独自の雑誌やマンガ、新聞の閲覧などができる次世代XMDFにも対応している。電子書籍のコンテンツ提供は大きく2つに対応している。1つはNTTドコモと大日本印刷が提携し立ち上げた2Dfacto（トゥ・ディファクト）が提供する電子書籍サービス。もうひとつはシャープとカルチュア・コンビニエンス・クラブが提供している、電子書籍サービスであるTSUTAYA GALAPAGOSに対応している。書籍の立ち読みができるほか、新聞や雑誌の定期配信サービスや、お勧め配信サービスといった定期的な自動配信サービスなども行うことができる。さらにTSUTAYA GALAPAGOSでは、レイアウトを変えず文字だけ拡大機能、マーカー機能、書籍の文字を辞書検索する機能などを備えるほか、パソコンで購読中のしおりの同期なども可能となる。
2Dfactoのサービスでは電子書籍の購入閲覧だけでなく、bk1、丸善、ジュンク堂、文教堂といった大日本印刷系列の書店等からオンラインで、紙の書籍の購入も行うことができる。 

## PCとの連携
シャープのサイトから専用のPCアプリケーション「GALAPAGOS Station」をダウンロードすることでSH-07Cと連携をすることができる。それによりTSUTAYA GALAPAGOSでのコンテンツをパソコンで管理したり、PC内のコンテンツを、SH-07Cに挿入したmicroSDHCメモリーカードに書き込むことができる。
お気に入りの書籍グループを作成し、SH-07Cと同期が可能。PDFやテキストデータ、その他資料や地図などのパソコンデータをXMDF形式に変換しSH-07Cで閲覧が可能。

## アプリケーション
- 明鏡国語辞典MX
- ジーニアス英和辞典MX
- ジーニアス和英辞典

## 沿革
- 2010年11月8日 - 製品が発表される[3]。
- 2011年1月12日 - 2Dfactoサービス開始[5]。
- 2011年1月21日 - 発売開始[1]。